# Puaikura Football Club
Maillots
Le Puaikura FC est un club de football des îles Cook situé à Arorangi.

## Histoire
Créé sous le nom Arorangi FC, sa dénomination change en 2004 pour devenir le Puaikura FC.

## Palmarès

### Section masculine
- Championnat des Îles Cook  (4)
  - Champion : 1985, 1987, 2013, 2016
- Coupe des Îles Cook (3)
  - Vainqueur : 1985, 2016, 2017

### Section féminine
- Championnat des Îles Cook  (5)
  - Champion : 2005, 2006, 2008, 2009, 2012
- Coupe des Îles Cook (2)
  - Vainqueur : 2007, 2009